# 屠规益
屠规益（1928年—2022年8月26日），男，上海人，中国肿瘤外科专家，曾任中国医学科学院肿瘤医院主任医师、博士生导师。

## 生平
1928年生于上海。祖籍浙江宁波。早年就读于苏州东吴大学医预系。1952年10月结业于上海圣约翰大学医学院，1953年毕业于上海第二医学院，后分配至北京协和医院工作。1963年调至中国医学科学院肿瘤医院外科工作。1985年任头颈外科主任。1985年至1988年任副院长、代理院长。曾任中国协和医科大学教授、博士生导师。2000年“封刀”，告别手术台。2022年8月26日逝世。

## 学术贡献
1985年1月28日，李树玲、费声重、邱蔚六、屠规益、朱宣智、李春福、郭敏、赵福运、于靖寰、郭志祥、钟宝民、姚良根等共12人，在沈阳中国医科大学首次召开“中国头颈肿瘤外科研究会”筹备会，发起成立全国性头颈外科学会。

## 荣誉
1994年获中国医学科学院、中国协和医科大学名医称号。1996年获美国外科医师学会、美国耳鼻咽喉科学会荣誉会员。2007年荣获“首都十大健康卫士”称号。2016年荣获“金柳叶刀”奖。

## 出版物
- 屠规益 (编). . 济南: 山东科学技术出版社. 2002. ISBN 7-5331-2770-6.
- 屠规益; 徐国镇 (编). . 北京: 人民卫生出版社. 2003. ISBN 7-117-05726-2.
- 屠规益 (编). . 北京: 科学出版社. 2004. ISBN 7-03-011274-1.